# 2035
|  | Denne artikel beskriver en fremtidig begivenhed Denne artikel eller sektion handler om planlagt eller forventet fremtidig begivenhed. Der kan forekomme spekulativ information, og indholdet kan ændres dramatisk når begivenheden nærmer sig og mere information bliver tilgængelig. |

| 2035               |
| ------------------ |
| Dødsfald - Fødsler |
|                    |

| Gregoriansk kalender | 2035 MMXXXV             |
| Ab urbe condita      | 2788                    |
| Armensk kalender     | 1484 ԹՎ ՌՆՁԴ            |
| Kinesiske kalender   | 4731 – 4732 甲寅 – 乙卯 |
| Etiopisk kalender    | 2027 – 2028             |
| Jødisk kalender      | 5795 – 5796             |
| Hindukalendere       |                         |
| - Vikram Samvat      | 2090 – 2091             |
| - Shaka Samvat       | 1957 – 1958             |
| - Kali Yuga          | 5136 – 5137             |
| Iransk kalender      | 1413 – 1414             |
| Islamisk kalender    | 1457 – 1458             |

2035 (MMXXXV) begynder året på en mandag. Påsken falder dette år den 25. marts
Se også 2035 (tal)

## Film
- Twelve Monkeys (1995) – den tidsrejsende stammer fra år 2035.
- I, Robot (2004) – foregår i dette år.
- Tilbage til fremtiden II (1989) – ifølge den originale tidslinje i filmen ville karakteren Marlene McFly – hovedpersonens datter – være blevet løsladt fra fængsel i dette år.